# Sfinxen
Se även Sfinxen i Giza.
Sfinxen  är en målning i olja på duk av Georg von Rosen som gjordes 1887–1907. Den finns på Nationalmuseum dit den inköpes 1908 genom Konstakademin med Pontus Fürstenbergs donationsmedel.
Von Rosen berättar själv om sin mening med målningen i en odaterad tidningsnotis som citerar ett brev han skrivit till en ung kvinna:
"Med glädje erfar jag att fröken i motsats till säkerligen större delen av publiken med verklig förståelse betraktat mitt försök till tolkning af hvad jag känt och tänkt, och att fröken alltså inte råkat in i deras villfarelse, som förmenat att jag i 'Sfinxen' velat symbolisera kvinnan - 'för hvilken mannen offrar sin tro, sin heder, sitt lif!" - - - Min på erfarenhet grundade, höga tanke om kvinnans ädlare skaplynne jämfört med mannens, min djupa medkänsla för hennes olycksöde att, årtusenden igenom, hafva förtrampats under männens både laglösa och lagstadgade tyranni och min tro på en logisk 'nemesis', som drabbar männen då en eller annan kvinna begagnar sina yttre medel som vapen för att måhända omedvetet hämnas millioner oskyldiga medsystrars elände och undergång, skulle alldeles hindrat mig från att i 'Sfinxen' förkroppsliga en sådan tanke. Hvad jag velat, har varit att - givande henne en vidsträcktare betydelse - i henne personifiera ödet, det obevekliga och oundvikliga, tillvarons fruktansvärda, evigt outgrundliga gåta - - -".